# FC Tskhumi Sukhumi
El FC Tsjumi Sujumi es un equipo de fútbol de Georgia que juega en la Liga Regional de Georgia, la cuarta división de fútbol en el país.

## Historia
Fue fundado en el año 1990 en la ciudad de Sujumi uniéndose a varios equipos de Georgia que abandonaron el sistema de ligas de la Unión Soviética, siendo uno de los equipos fundadores de la Umaglesi Liga en ese año, temporada en la que terminó en séptimo lugar y además llegó a la final de la primera Copa de Georgia como país independiente donde cayó en la final frente al FC Guria Lanchkhuti en tiempo extra.
Dos temporadas después fue subcampeón nacional solo detrás del Iberia Tiflis, y en la siguiente temporada el club desaparece luego de terminar en último lugar de la liga.
En la temporada 2014/15 el club es refundado como miembro de la Liga Regional, la cuarta división nacional de la que salió campeón en esa temporada ascendiendo a la Meore Liga, donde estuvo por dos años pero por problemas financieros fueron descendidos a la división regional en 2017.

## Palmarés
- Subcampeonato Copa de Georgia: 2

1990, 1992
- Liga Regional: 1

2014/15